# Ian Harrower
Pas d'image ? Cliquez ici
Charles Ian Harrower, né le 14 janvier 1947 à York en Angleterre, est un pilote de course automobile britannique ayant participé aux 24 Heures du Mans ,, au Championnat du monde des voitures de sport ainsi qu'aux 24 Heures de Daytona.

## Palmarès

### Résultats aux24 Heures du Mans
| Année | Écurie                                   | Copilotes                                                | Voiture         | Classe     | Tours | Pos. | Class Pos. |
| ----- | ---------------------------------------- | -------------------------------------------------------- | --------------- | ---------- | ----- | ---- | ---------- |
| 1977  | Dorset Racing Associates                 | Martin Birrane (en) Ernst Berg Richard Down              | Lola T290/4S    | Gr.6 - 2.0 | 212   | Nc.  | Nc.        |
| 1978  | Dorset Racing Associates with Kelly Girl | Tony Birchenhough (pl) Juliette Slaughter Brian Joscelyn | Lola T294       | Gr.6 - 2.0 | 61    | Abd. | Abd.       |
| 1982  | Dorset Racing Associates                 | Mike Wilds François Duret                                | De Cadenet-Lola | C          | 56    | Abd. | Abd.       |
| 1983  | François Duret                           | John Sheldon François Duret                              | De Cadenet-Lola | C          | 214   | Nc.  | Nc.        |
| 1984  | ADA Engineering                          | Bob Wolff Glen Smith                                     | ADA 01          | C2         | 42    | Abd. | Abd.       |
| 1985  | ADA Engineering                          | Steve Earle John Sheldon                                 | Gebhardt JC843  | C2         | 298   | 16e  | 2e         |
| 1986  | ADA Engineering                          | Evan Clements (de) Tom Dodd-Noble (de)                   | Gebhardt JC843  | C2         | 317   | 8e   | 1re        |
| 1987  | Team Tiga-Ford Denmark                   | Thorkild Thyrring John Sheldon                           | Tiga GC287      | C2         | 271   | 10e  | 4e         |
| 1988  | ADA Engineering                          | Jiro Joneyama Hideo Fukuyama                             | ADA 03          | C2         | 318   | 18e  | 2e         |
| 1989  | ADA Engineering                          | Laurence Bristow (en) Colin Pool                         | ADA 02B         | C2         | 14    | Abd. | Abd.       |
| 1990  | ADA Engineering                          | John Sheldon Jerry Mahony (en)                           | ADA 02B         | C2         | 164   | Abd. | Abd.       |

### Résultats aux24 Heures de Daytona
| Année | Écurie          | Copilotes                             | Voiture | Classe | Tours | Pos. | Class Pos. |
| ----- | --------------- | ------------------------------------- | ------- | ------ | ----- | ---- | ---------- |
| 1988  | ADA Engineering | Wayne Taylor Ian Flux Stanley Dickens | ADA 03  | GTP    | 88    | Abd. | Abd.       |